# Makàrovo (Marí El)
|  | Per a altres significats, vegeu «Makàrovo». |

Makàrovo (en rus: Макарово) és un poble de la República de Marí El, a Rússia, que en el cens del 2010 tenia 63 habitants. Pertany al districte rural de Kozmodemiansk.